# Lenešice
Lenešice (en allemand : Leneschitz) est une ville du district de Louny, dans la région d'Ústí nad Labem, en Tchéquie. Sa population s'élevait à 1 409 habitants en 2021.

## Géographie
Lenešice est arrosée par l'Ohře, un affluent de l'Elbe, et se trouve à 4 km au nord-ouest du centre de Louny, à 38 km au sud-ouest d'Ústí nad Labem et à 59 km au nord-ouest de Prague.

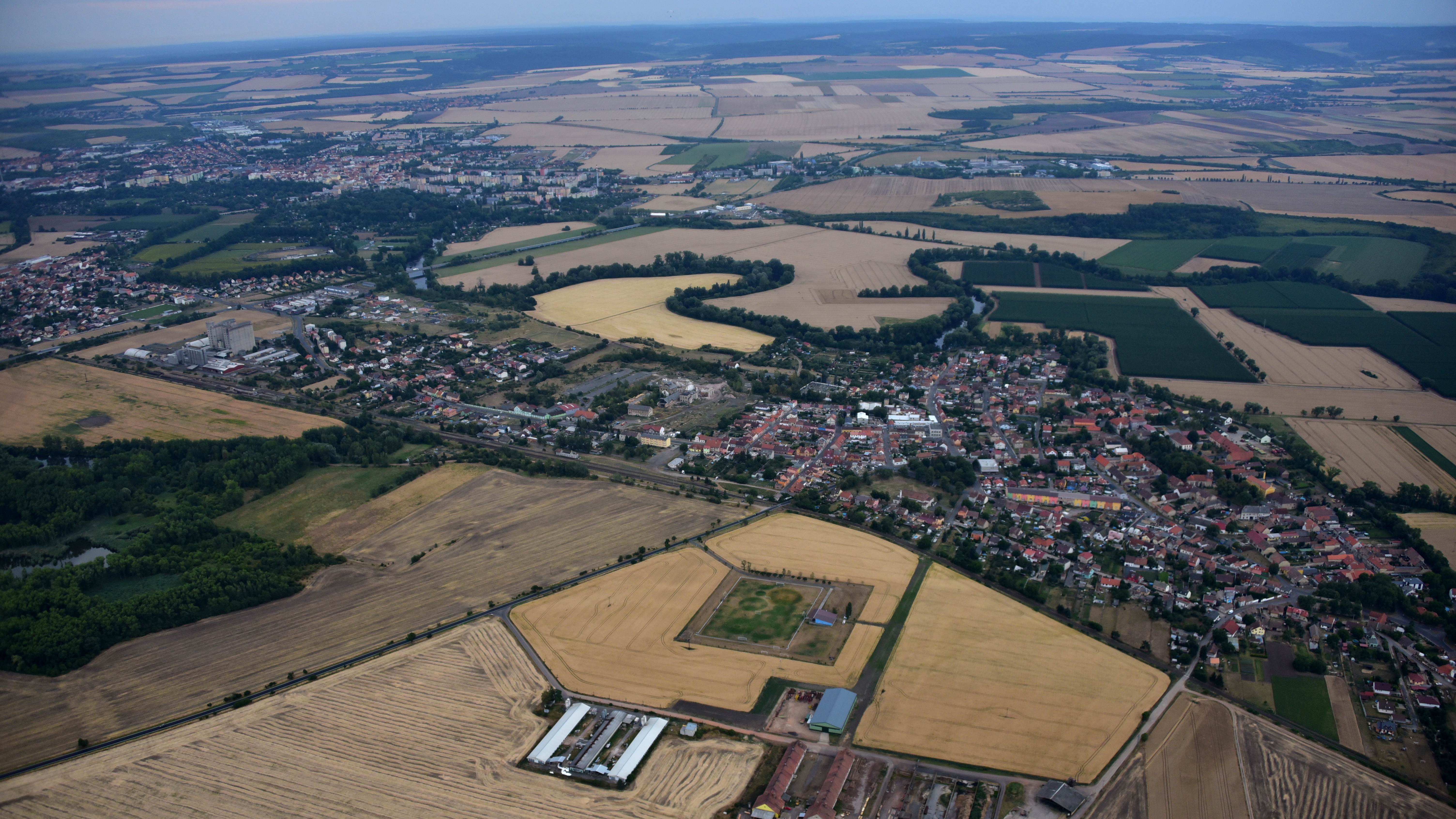
Lenešice : vue générale.

La commune est limitée par Břvany et Raná au nord, par Dobroměřice à l'est, par Louny au sud, et par Postoloprty au sud et à l'ouest.

## Histoire
La première mention écrite du village date de 1226.

## Transports
Par la route, Lenešice se trouve à 4 km du centre de Louny, à 53 km d'Ústí nad Labem et à 73 km de Prague.